# Barbie Fairytopia: A szivárvány varázsa
A Barbie Fairytopia: A szivárvány varázsa (eredeti cím: Barbie Fairytopia: Magic of the Rainbow) egész estés amerikai 3D-s számítógépes animációs film, amelyet William Lau rendezett. A zenéjét Eric Colvin szerezte, a producere Luke Carroll.
Amerikában 2007. március 13-án adták ki DVD-n

## Szereplők
| Szereplő          | Eredeti hang        | Magyar hang  | Leírás |
| ----------------- | ------------------- | ------------ | ------ |
| Elina             | Kelly Sheridan      | Csondor Kata |        |
| Bibble            | Lee Tockar          | ?            |        |
| Laverna           | Kathleen Barr       |              |        |
| Linden            | ?                   | Moser Károly |        |
| Fungus Maximus    | Christopher Gaze    | ?            |        |
| Dandelion / Topaz | Tabitha St. Germain | ?            |        |